# Campionati del mondo di ciclismo su strada 2011 - Gara in linea maschile Under-23
La gara in linea maschile Under-23 dei Campionati del mondo di ciclismo su strada 2011 è stata corsa il 23 settembre in Danimarca, intorno a Copenaghen, su un percorso totale di 168 km. Il francese Arnaud Démare ha vinto la gara con il tempo di 3.52'16" km, alla media di 43,398 km/h.
Al traguardo 138 ciclisti hanno portato a termine la gara.

## Squadre e corridori partecipanti
| N.    | Cod. | Squadra               |
| ----- | ---- | --------------------- |
| 1-6   | AUS  | Australia             |
| 7-12  | FRA  | Francia               |
| 13-18 | ITA  | Italia                |
| 19-24 | DEN  | Danimarca             |
| 25-30 | BEL  | Belgio                |
| 31-36 | GBR  | Gran Bretagna         |
| 37-41 | KAZ  | Kazakistan            |
| 42-47 | GER  | Germania              |
| 48-52 | USA  | Stati Uniti d'America |
| 53-56 | AUT  | Austria               |
| 57-61 | RUS  | Russia                |
| 62-66 | ESP  | Spagna                |
| 67    | CAN  | Canada                |
| 68-71 | COL  | Colombia              |
| 72-76 | LAT  | Lettonia              |
| 77-81 | NED  | Paesi Bassi           |
| 82-86 | NOR  | Norvegia              |
| 87    | ETH  | Etiopia               |
| 88-90 | POR  | Portogallo            |
| 91-93 | SLO  | Slovenia              |
| 94-96 | CHE  | Svizzera              |

| N.      | Cod. | Squadra         |
| ------- | ---- | --------------- |
| 97-101  | BLR  | Bielorussia     |
| 102-106 | SWE  | Svezia          |
| 107-110 | TUR  | Turchia         |
| 111     | IRA  | Iran            |
| 112-114 | IRL  | Irlanda         |
| 115-117 | NZL  | Nuova Zelanda   |
| 118     | UZB  | Uzbekistan      |
| 119-123 | POL  | Polonia         |
| 124-128 | RSA  | Sudafrica       |
| 129-133 | UKR  | Ucraina         |
| 134-136 | ARG  | Argentina       |
| 137-139 | CZE  | Repubblica Ceca |
| 140-142 | ERI  | Eritrea         |
| 143-145 | HKG  | Hong Kong       |
| 146-147 | BRA  | Brasile         |
| 148-149 | GRE  | Grecia          |
| 150-151 | MAS  | Malesia         |
| 152-153 | SRB  | Serbia          |
| 154     | ALG  | Algeria         |
| 155     | VEN  | Venezuela       |

## Ordine d'arrivo (Top 10)
| Pos. | Corridore          | Squadra     | Tempo    |
| ---- | ------------------ | ----------- | -------- |
| 1    | Arnaud Démare      | Francia     | 3h52'16" |
| 2    | Adrien Petit       | Francia     | s.t.     |
| 3    | Andrew Fenn        | Regno Unito | s.t.     |
| 4    | Rüdiger Selig      | Germania    | s.t.     |
| 5    | Marco Haller       | Austria     | s.t.     |
| 6    | Filippo Fortin     | Italia      | s.t.     |
| 7    | Wouter Wippert     | Paesi Bassi | s.t.     |
| 8    | Aleksej Catevič    | Russia      | s.t.     |
| 9    | Tosh Van Der Sande | Belgio      | s.t.     |
| 10   | Andris Smirnovs    | Lettonia    | s.t.     |